# Mládežnická hokejová liga
Mládežnická hokejová liga (MHL) (rusky Молодежная хоккейная лига (МХЛ)) je kontinentální juniorská hokejová liga, kde hrají týmy z šesti evropských zemí, ale převážně z Ruska. Byla založena v roce 2009. Vítěz play-off získává Charlamovův pohár.
Liga je rozdělena na dvě konference. V Západní konferenci hraje v sezoně 2014/15 dvacet týmů, ve Východní konferenci o jeden tým méně.Do play-off postupuje osm týmů z každé divize, play-off se hraje na tři vítězné zápasy.
Prvním a dosud jediným zástupcem českého hokeje je od roku 2012 juniorský tým HC Energie Karlovy Vary. Z českých reprezentantů má zkušenosti z MHL Jiří Sekáč, který za Tatranské Vlky odehrál šest zápasů v sezoně 2011/12, kdy jinak působil v týmu KHL Lev Poprad.
V listopadu 2014 se stala automobilka Datsun oficiálním partnerem soutěže pro sezóny 2014/15 a 2015/16.

## Vítězové
| ročník  | vítěz                      |
| ------- | -------------------------- |
| 2009/10 | Stalnyje lisy Magnitogorsk |
| 2010/11 | Krasnaja armija Moskva     |
| 2011/12 | Omskije jastreby Omsk      |
| 2012/13 | Omskije jastreby Omsk      |
| 2013/14 | MHK Spartak Moskva         |
| 2014/15 | Čajka Nižnij Novgorod      |